# Пізнайко
«Пізнайко» — український дитячий журнал, який було засновано у 1996 році. Ідейними батьками та засновниками журналу є подружня пара Євген Леонідович і Ірина Григорівна Юхниці. Вони ж придумали і головного персонажа цього видання борсучка на ім'я Пізнайко.
Нині редакція «Пізнайко» щомісяця випускає два видання:
- «Пізнайко від 6» українською мовою, для молодших школярів.
- «Пізнайко для дошкільнят» для найменших читачів від 2 до 6 років.

«Posnayko» — журнал для вивчення англійської дітьми 4–10 років виходив з 2001 по 2013 рік. Наразі його архівні випуски можна придбати в інтернет-магазині на сайті Пізнайка (з диском або без диска).
«Познайка» — російськомовний журнал для молодших школярів виходив з 1997 по 2015 рік включно. Наразі його архівні випуски можна придбати в інтернет-магазині на сайті Пізнайка.

## Історія
1996 рік — вихід першого номера журналу «Пізнайко». Головним героєм журналу став кмітливий, веселий та непосидючий борсучок Пізнайко та його друзі: білочка Проня, хом'як Ласунчик.
Лютий 1997 року — розширення лінійки журналів і вихід першого номера журналу «Познайка» російською мовою. Журнал виходив до грудня 2015 року включно.
Січень 2001 року — поява англомовного журналу «Posnayko»: яскравого посібника для малечі, яка тільки починає вивчати англійську мову (5–12 років). З 2006 по 2013 рік випускався серії дисків з відеоуроками й аудіоуроками, як додаток до журналу, зробив його ще популярнішим. Читачі мали змогу спілкуватися англійською, вивчати віршики, співати пісень, грати в ігри, вчитися слухати і розуміти мову. Журнал з диском виходив з 2006 по 2013 рік включно.
У 2005 році редакція видає новий журнал — у січні виходить «Пізнайко від 2 до 5» (нині «Пізнайко від 2 до 6»), журнал для дошкільнят, їхніх батьків, вихователів і методистів дитячих садочків. Враховуючи загальну зацікавленість сучасних дітей комп'ютерними іграми, а також редакція «Пізнайко» доповнює журнал «Пізнайко від 2 до 6» диском із розвиваючими завданнями, розфарбовкою, піснею до свята, казочкою на ніч, аудіо уроком англійської мови для найменших з 2008 по 2013 рік.
У 2013 році журналу «Пізнайко від 6» було присвоєно звання найкращого періодичного видання для дітей за результатом конкурсу Держкомтелерадіо.
Наразі редакція випускає два журнали українською мовою: «Пізнайко від 6» – журнал для молодших школярів віком від 6 до 10 років, і «Пізнайко від 2 до 6» – журнал для дошкільнят віком від 2 до 6 років. На сторінках журналів друкуються відомі українські письменники: Тамара Коломієць, Іван Андрусяк, Леся Мовчун, Анатолій Качан, Ганна Чубач, Наталка Поклад, Анатолій Камінчук, Віть Вітько, Ігор Січовик, Валентина Бондаренко, Володимир Верховень, Анатолій Костецький, Юлія Смаль і багато інших.

## Зустрічі
Редакція журналу часто влаштовує зустрічі зі своїми читачами у школах, дитсадках, дитячих бібліотеках, зокрема в бібліотеці імені П. Усенка для дітей та молоді та Національній бібліотеці України для дітей. 

## Діячі
- Качан Анатолій Леонтійович — поет, голова творчого об'єднання дитячих письменників при СПУ України, лауреат премії імені Лесі Українки та Міжнародного освітнього фонду ім. Я. Мудрого.
- Коломієць Тамара Опанасівна — поетеса, лауреат премій імені Павла Тичини, Наталі Забіли, Лесі Українки.
- Воскресенська Ніна — дитяча письменниця, активний діяч журналу «Пізнайко».
- Камінчук Анатолій Семенович — поет, лауреат премій імені Н. Забіли, «Благовіст», імені Д. Нитченка та імені Лесі Українки.
- Поклад Наталія Іванівна — поетеса, лауреат премій імені Є. Маланюка, імені М. Коцюбинського, «Благовіст».
- Старіков Олексій Миколайович — поет, лауреат премії Криворіжжя.
- Чубач Ганна Танасівна — поетеса, заслужений діяч мистецтв України.
- Скиба Роман Степанович — поет, володар премій Міжнародного конкурсу «Гранослов», журналу для дітей «Соняшник» («Найбільшій дитині 1998 року»), артклубу «ОстаNNя барикада» та інших.

- Ніна Касторф — актриса, майстер дубляжу.
- Максим Паленко — художник, музикант, співак.
- Сахалтуєв Радна Пилипович — Народний художник України, кінорежисер-мультиплікатор.